# Johan Henning Gyllenborg
Johan Henning Gyllenborg, född 2 augusti 1756, död 6 juni 1830, var en svensk greve och ämbetsman.

## Biografi
Gyllenborg blev hovjunkare 1767, extra ordinarie kanslist i Justitierevisionsexpeditionen någon gång under 1770-talet, kopist 1775, ordinarie kanslist samma år och protokollssekreterare 1779.
Han blev lagman i Blekingska lagsagan 1783, förordnades att förestå landshövdingeämbetet i Stockholms län under sin faders sjukledighet samt igen 18 juli till september månads slut. Gyllenborg blev åter förordnad att förvalta samma arbete 19 juli 1786 till slutet av augusti månad och ytterligare en månad, när fadrens affairer det mäst fordra. Han erhöll avsked från lagsagan på begäran 1794.
Gyllenborg, som var framstående expert i ärenden rörande statsverket, tillhörde riddarhusets flitigaste talare i detta ämne. Han var medlem av statsrevisionen 1810–1825.

## Familj
Johan Henning Gyllenborg var son till landshövdingen Jacob Johan Gyllenborg och grevinnan Antoinetta Virginia Gyllenborg; modern var kusins dotter till fadern och dotter till Henning Adolf Gyllenborg.
Han gifte sig med Albertina von Axelsson, dotter till underståthållaren friherre Axel von Axelsson och Hedvig Catharina Gerdesköld.